# Parapilocrocis albipunctalis
Parapilocrocis albipunctalis is een vlinder uit de familie van de grasmotten (Crambidae), uit de onderfamilie van de Spilomelinae. De wetenschappelijke naam van deze soort is voor het eerst voorgesteld als Sylepta albipunctalis door George Francis Hampson in een publicatie uit 1918.
De soort komt voor in Bolivia.